# Флаг Мозамбика
Флаг Мозамби́ка (порт. Bandeira de Moçambique) — государственный символ Республики Мозамбик, современный флаг был принят 1 мая 1983 года. Флаг Мозамбика — единственный в мире флаг, на котором есть изображение современного оружия — автомата Калашникова.
Статья 297 конституции Республики Мозамбик, принятой 16 ноября 2004 года, содержит описание национального флага:

Национальный флаг имеет пять цветов: красный, зелёный, чёрный, золотисто-жёлтый и белый.

Цвета обозначают:

красный — сопротивление колониализму, вооружённую борьбу за независимость и защиту суверенитета;

зелёный — растительные богатства страны;

чёрный — Африканский континент;

золотисто-жёлтый — минеральные богатства страны;

белый — справедливость борьбы мозамбикского народа за мир.
От древка расположены горизонтально зелёный, чёрный и золотисто-жёлтый поперечные пояса. В центре красного треугольника расположена звезда, в которой на раскрытой книге помещены положенные накрест оружие и мотыга.
Звезда символизирует надежду на международную солидарность с мозамбикским народом.
Книга, мотыга и оружие символизируют образование, производство и оборону

## История флага

Проект 1966 года флага заморской португальской провинции Мозамбик

В 1966 году португальский вексиллолог Альмейда Лангханс (Franz Paul de Almeida Langhans) в своей книге «Гербы заморских владений Португалии» (Armorial do Ultramar Português) предложил утвердить для всех португальских заморских провинций флаги на основе флага Португалии с добавлением изображения герба заморской провинции.
Утверждённый вместе с гербами других португальских колоний в 1935 году, герб Мозамбика представлял собой трёхчастный щит, в основании которого, как и в гербах всех других португальских владений, были изображены зелёные и серебряные волны и в правой части в серебряном поле — пять лазоревых щитков с 5 серебряными гвоздями каждый (quina, старейший герб Португалии), а в левой части было изображение в серебряном поле семи зелёных стрел остриями вниз, перевязанных червлёной (красной) лентой, — как символ Мозамбика. Но проекты А. Лангханса даже не были рассмотрены правительством Португалии.

Флаг ФРЕЛИМО

В 1962 году на территории Танганьики был создан Фронт освобождения Мозамбика (ФРЕЛИМО) (порт. Frente de Libertação de Moçambique, FRELIMO), флагом которого было прямоугольное полотнище, состоящее из трёх горизонтальных равновеликих полос — зелёной, чёрной и жёлтой, разделёнными узкими белыми полосками, и с красным треугольником у древка. Этот же флаг являлся фактическим флагом Мозамбика в переходный период с сентября 1974 года, когда существовало автономное правительство, на паритетных началах составленное из представителей Португалии и ФРЕЛИМО.

Флаг Мозамбика в 1975—1983 годах

25 июня 1975 года при провозглашении независимости Народной Республики Мозамбик был поднят новый флаг, но по-прежнему основанный на цветах флага ФРЕЛИМО. Он представлял собой прямоугольное полотнище, состоящее из семи клиньев, своими вершинами сходящимися в верхнем древковом углу полотнища — зелёного, красного, чёрного и жёлтого, отделённых друг от друга узкими белыми клиньями. Поверх клиньев, в верхнем углу у древка была расположена эмблема, состоявшая из белого силуэта шестерни, на которой на фоне раскрытой книги были изображены положенные накрест чёрные мотыга и автомат, сопровождаемые справа красной пятиконечной звездой.

Флаг Мозамбика в апреле 1983 года

В апреле 1983 года государственный флаг был изменён: его основой был сделан флаг ФРЕЛИМО, в центре красного треугольника которого была изображена большая жёлтая пятиконечная звезда, перекрытая эмблемой из флага 1975 года.

1 мая 1983 года был утверждён современный флаг.
В 2005 году был объявлен конкурс на новые флаг, герб и гимн страны. На конкурс было представлено 119 предложений, из которых был выбран лучший проект, однако до настоящего времени флаг остаётся прежним. По сообщениям прессы, парламентская оппозиция Мозамбика настаивает на том, чтобы удалить с флага изображение автомата Калашникова, которое символизирует борьбу за независимость страны. Это предложение вызвало критику среди общественности.
В фильме «Оружейный барон» рассказывалось про этот флаг, а также подробно о войне в Мозамбике.